# Le Chat (film)
Pour les articles homonymes, voir Le Chat.
Pour plus de détails, voir Fiche technique et Distribution.
Le Chat est un film franco-italien réalisé par Pierre Granier-Deferre, sorti en 1971.
Il s’agit de l'adaptation du roman Le Chat de Georges Simenon, paru en 1967.

## Synopsis
Dans les années 1970, un couple de retraités, les Bouin, habite à Courbevoie en banlieue parisienne, alors en plein bouleversement en raison des importants travaux d'urbanisme conduits à l'époque dans ce quartier qui prend le nom de la Défense.
Julien Bouin est un ancien ouvrier typographe ; sa femme, Clémence, est une ancienne trapéziste de cirque dont la carrière s'est terminée trop tôt, à la suite d'une chute lors d'un spectacle. Ils n'ont jamais eu d'enfants.
Après vingt-cinq ans de mariage, les sentiments des Bouin se sont amenuisés avec le temps, le couple vivant maintenant en huis clos dans leur pavillon de banlieue, avec pour seule forme de communication des échanges de notes écrites sur des bouts de papier. Dans cette atmosphère de cohabitation pesante, désormais plus forcée que souhaitée, ni l'un ni l'autre ne désire quitter la maison, bien que celle-ci doive bientôt être détruite pour laisser place aux grands ensembles en cours de construction dans le quartier.
Lorsque Julien recueille un chat errant, auquel il voue toute son affection, la jalousie de Clémence atteint un paroxysme et se transforme en haine. Une guerre silencieuse, âpre et implacable, s’instaure autour de ce chat.

## Fiche technique
Sauf indication contraire, les informations mentionnées dans cette section peuvent être confirmées par la base de données cinématographiques Unifrance,  présente dans la section « Liens externes ».
- Titre : Le Chat
- Réalisation : Pierre Granier-Deferre
- Scénario : Pierre Granier-Deferre, Pascal Jardin, d'après le roman éponyme de Georges Simenon
- Dialogues : Pascal Jardin
- Assistants réalisateur : Philippe Lefebvre, Michel Rubin
- Images : Walter Wottitz
- Opérateur : Philippe Brun, assisté de Valery Ivanow, Yves Pouffary
- Son : Jean Rieul, assisté de Vartan Karakeusian
- Décors : Jacques Saulnier, assisté de Georges Glon
- Montage : Jean Ravel, assisté de Michèle Robert-Lauliac
- Musique : Philippe Sarde (éditions Eddy Marnay)
- Chanson : Le Temps des souvenirs, paroles d'Eddy Marnay, interprétée par Jean Sablon
- Orchestration : Jean-Michel Defaye
- Costumes : Jo Ranzatto
- Habilleuses : Yvette Bonnay, Micheline Bonnet
- Maquillage : Maud Begon, Yvonne Gasperina
- Coiffures : Jean Pottier
- Photographe de plateau : Marcel Dole
- Script-girl : Sylvette Baudrot
- Animaux de Daniel Nicolicci
- Régisseur général : Jean Guillaume, assisté de Lionel de Souza, Mireille Tanguy
- Régisseur extérieur : Jean Nossereau
- Ensemblier : Charles Merangel
- Attaché de presse : Pierre Hani
- Mixage : Alex Pront
- Tournage en 1970 aux studios de Boulogne et à Courbevoie
- Générique : S.T.A
- Pays de production :  France,  Italie
- Production (franco-italienne) : Lira Films, Gafer, Comacico, Cinétel (Paris) et Ascot Cineraid (Rome)
- Directeur de production : Ralph Baum
- Producteur délégué : Raymond Danon
- Producteur associé : Maurice Jacquin
- Distribution : Valoria Films, Connaissance du Cinéma/Les Acacias
- Format : couleur par Eastmancolor — 1.66:1 — monophonique (Westrex Recording System) — 35 mm
- Laboratoire Franay L.T.C Saint-Cloud
- Genre : drame psychologique
- Durée : 86 minutes
- Date de sortie : 24 avril 1971 (France)
- Affiche : René Ferracci (France)

## Distribution
- Jean Gabin : Julien Bouin
- Simone Signoret : Clémence Bouin
- Annie Cordy : Nelly, la patronne de l'hôtel Floride
- Jacques Rispal : le docteur
- Harry Max : le retraité
- Carlo Nell : l'agent immobilier
- André Rouyer : le délégué
- Yves Barsacq : l'architecte
- Isabel del Rio : la fille à la moto
- Renata Birgo : la crémière
- Nicole Desailly : l'infirmière
- Florence Haguenauer : Germaine
- Georges Mansart : le garçon à la moto
- Ermano Casanova : le patron du café

## Production

### Lieux de tournage
Le film a été tourné à Courbevoie, dans le quartier de la Défense (partageant trois quartiers limitrophes de Courbevoie, Puteaux et Nanterre) alors en construction :
- impasse Dupuis (aujourd'hui disparue, y ont été construits la tour Neptune et le quartier des Damiers) : le pavillon des Bouin ;
- place Victor-Hugo ;
- ancien square Jean-Jaurès, aujourd'hui square de l'Hôtel-de-Ville ;
- rue Jules-Guesde (aujourd'hui disparue) à Puteaux : l'hôtel de Nelly.

## Distinctions
- Festival international du film de Berlin 1971[1] :
  - Ours d'argent du meilleur acteur pour Jean Gabin ;
  - Ours d'argent de la meilleure actrice pour Simone Signoret (ex æquo avec Shirley MacLaine pour Desperate Characters) ;
  - nomination à l'Ours d'or du meilleur film pour Pierre Granier-Deferre.

## Analyse
L'histoire du Chat est inspirée d'un instant de vie de la mère de l'auteur, Georges Simenon, et avec laquelle il entretient des relations difficiles.
Dans ce film, les deux « monstres sacrés » du cinéma français, Simone Signoret et Jean Gabin, s'affrontent dans ce huis clos implacable. Il s'agit du 90e film de Gabin, et celui qu'il considérait comme son meilleur de l'après-guerre.
Le Chat s'inscrit aussi dans une série de films mettant en scène Jean Gabin et témoignant d'une forme de rejet (au cinéma) des grands ensembles en construction. Le Chat est à ce titre emblématique, de la même façon que Mélodie en sous-sol en 1963, ou Rue des prairies en 1959. Ces grands ensembles en train d'être construits détruisent le monde dans lequel les personnages, incarnés par Gabin et Signoret, vivaient, celui des pavillons de banlieue.